# Israel-Nachrichten
Die Israel-Nachrichten (hebräisch חֲדָשׁוֹת יִשְׂרָאֵל Chadaschōt Jisraʾel) sind eine deutschsprachige, in Jerusalem herausgegebene Online-Zeitung. 1935 als Printmedium gegründet, erschien sie bis 2010 als Tageszeitung. Nachdem die Zeitung 2011 ganz eingestellt wurde, erscheint sie seit 2013 im Internet.

## Geschichte
Die Zeitung wurde 1935 von dem aus Berlin stammenden Kaufmann Siegfried Blumenthal unter dem Namen S. Blumenthals Privat-Korrespondenz gegründet und erschien zunächst in hektographierter Form. Der Name wurde 1936 in Blumenthals Neueste Nachrichten, 1943 in Jediʿoth Chadaschoth („Neuste Nachrichten“) geändert. Nach dem Tode Blumenthals 1949 führten zunächst dessen Erben die Zeitung fort. Im Jahr 1950 zählte die Zeitung mit einer Auflage von rund 25.000 Exemplaren zu den meistverkauften in ganz Israel.
1974 wurde die Redaktion vom Verlag der Arbeitspartei für fremdsprachige Publikationen, Pirsumim (hebräisch פִּרְסוּמִים), übernommen. Seitdem erschien die Zeitung unter dem Namen Chadaschoth Israel.
In den 1990er Jahren wurden die Israel-Nachrichten an den marokkanischen Unternehmer George Edre verkauft. Das Team verkaufte um die seinerzeit als älteste amtierende Chefredakteurin der Welt bekannte Alice Schwarz-Gardos circa 7.000 Zeitungen unter der Woche und 10.000 am Freitag. Die Auflagenhöhe betrug 2005 noch 4.000 Exemplare und ging danach weiter zurück. 2010 wurde auf eine wöchentliche Erscheinungsweise umgestellt, bevor die Zeitung aus wirtschaftlichen Gründen im Januar 2011 eingestellt wurde. Im August 2012 erwarb Dean Grunwald die Rechte an den Israel-Nachrichten, der mit einer neuen Redaktion und einem neuen Konzept im Januar 2013 die erste Online-Ausgabe herausbrachte.
Bekannte Kolumnisten der Zeitung waren unter anderem Max Brod, Arnold Zweig, Schalom Ben-Chorin und später auch Henryk M. Broder.